# Sint-Bavokerk (Groede)

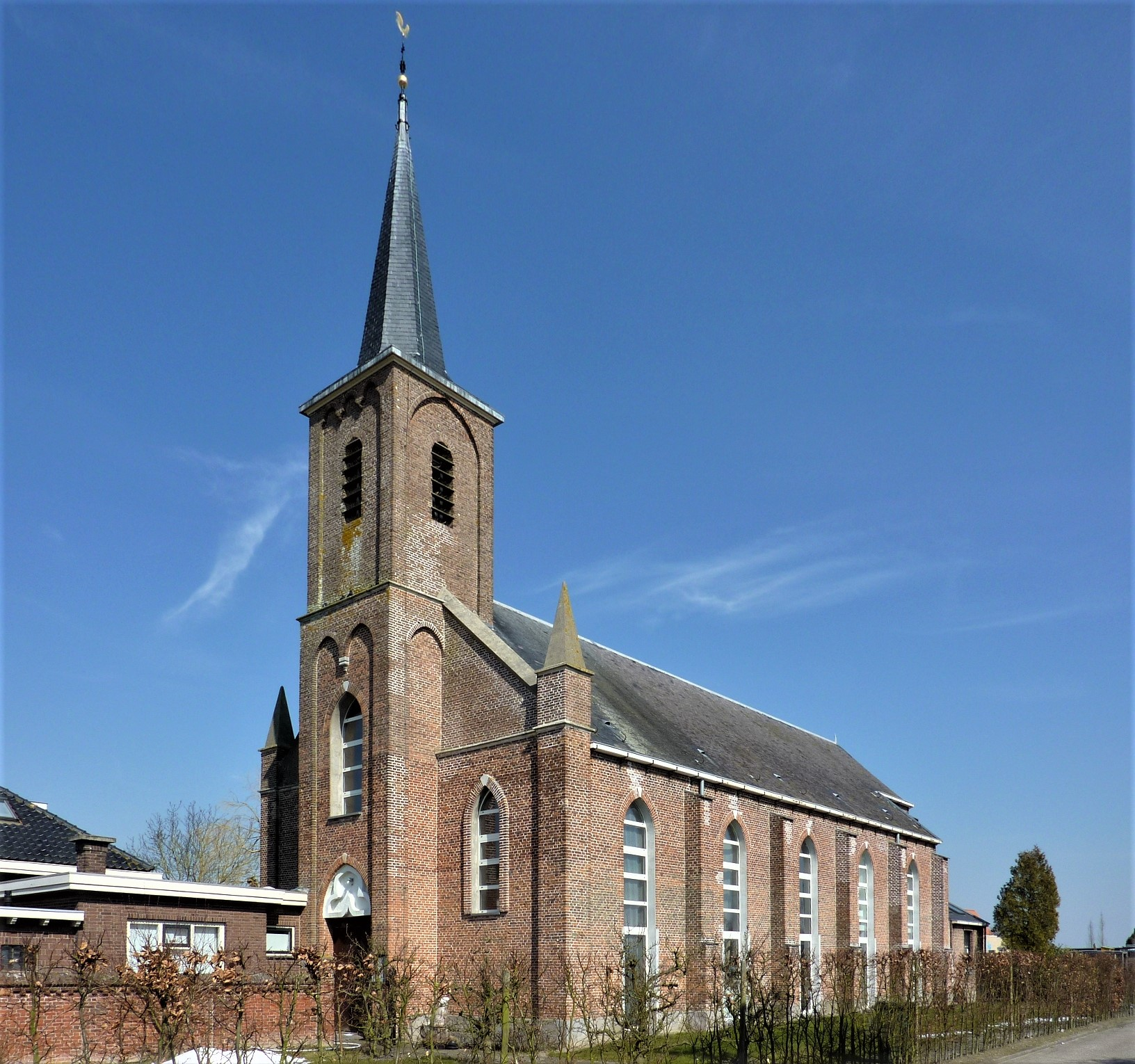
Sint-Bavokerk

De Sint-Bavokerk is de voormalige parochiekerk van het tot de Nederlandse gemeente Sluis behorende dorp Groede, gelegen aan Schuitvlotstraat 15.
Het betreft een neogotisch bakstenen bouwwerk, gebouwd in 1863 naar ontwerp van P. Soffers. De kerk heeft een halfingebouwde toren met ingesnoerde naaldspits en een driezijdige koorafsluiting.
In 2004 werd de kerk onttrokken aan de eredienst en te koop gezet. Vanaf 2005 heeft de kerk een dubbele bestemming gekregen: een woonbestemming en een vergunning om een B&B te vestigen. In 2016 is een eerste vakantiewoning gerealiseerd in het bijgebouw.
Het Louis Hooghuysorgel werd overgebracht naar de door dezelfde architect ontworpen Heilige Maria Hemelvaartkerk te Aardenburg. Het altaar werd overgebracht naar de Sint-Martinuskerk te Born.
Tussen de lagere school en de kerk bevindt zich een kleine begraafplaats.